# Надав Гуеђ
Надав Гуеђ (хебр. נדב גדג', /Nadav Guedj/; Париз, 2. новембар 1998) израелско-француски је поп и R&B певач.
Популарност у својој земљи стиче након победе у другој сезони музичког талент такмичења Хакохав хаба (HaKokhav HaBa) (финале је одржано 17. фебруара 2015). Након победе на локалном такмичењу израелска државна телевизија одабрала је Надава као свог представника на Песми Евровизије 2015. у Бечу. Надав је у Бечу наступио са поп-фолк песмом Golden Boy (Златни дечко), а песма је по први пут у целости изведена на енглеском језику. Израел је у полуфиналу заузео 3. место, док је у финалној вечери Надавова композиција заузела 9. место са освојених 97 поена.